# 安積パーキングエリア
安積パーキングエリア（あさかパーキングエリア）は、福島県郡山市三穂田町川田にある、東北自動車道のパーキングエリア。

## 施設
開設当初はトイレのみのパーキングエリアだったが、1995年に売店及びガソリンスタンドが設置された。東北自動車道で唯一のコインシャワーのあるエリアである。
なお、上下線ともに「スピード体感コーナー」が本線沿いに設置され、本線を走る自動車のスピードを間近で見て体感できる。

### 上り線（宇都宮・東京方面）
- 管理：ネクスコ東日本エリアトラクト[1]
- 運営：（株）ネクスコ東日本リテイル[2]
- 駐車場[2]
  - 大型：54台
  - 小型：35台
  - 身障者用
    - 小型：1台
- トイレ[2]
  - 男性：大6・小9
    - オストメイト対応設備が設置されている[3]。

  - 女性：19（和式1・洋式18）
    - オストメイト対応設備が設置されている[3]。
    - 同伴の小便器1

  - 身障者用：1
- フードコート（7:00 - 21:00）[2]
- ショッピングコーナー（24時間）[2]
- 給油・給電[2]
  - ガソリンスタンド（ENEOS（根本石油））（24時間）
    - 以前はJOMOであった。

  - 給電スタンド（24時間）
  - コイン式洗車機
- 生活・暮らし
  - 自動販売機（24時間）
  - E-NEXCO Wi-Fi SPOT
- 休憩
  - コインシャワー（24時間）[2]
  - 喫煙所
- 自動体外式除細動器（AED）
- 高速道路サービス
  - 一般道からの出入口（ウォークインゲート）[2]
  - ハイウェイスタンプ（24時間）

### 下り線（福島・仙台方面）
- 管理：ネクスコ東日本エリアトラクト[1]
- 運営：（株）ネクスコ東日本リテイル[4]
- 駐車場[4]
  - 大型：70台
  - 小型：34台
  - 身障者用
    - 小型：1台
- トイレ[4]
  - 男性：大6・小9
    - オストメイト対応設備が設置されている[3]。

  - 女性：19（和式1・洋式18）
    - オストメイト対応設備が設置されている[3]。
    - 同伴の小便器1

  - 身障者用：1
- 軽食・カフェ・レストラン
  - フードコート（6:00 - 20:00）[4]
- ショッピングコーナー（24時間）[4]
- ガソリンスタンド（ENEOS（クラシマ））（24時間）[4]
  - 以前はマクサムコーポレーションが運営していた。
- 給電スタンド（24時間）[4]
- E-NEXCO Wi-Fi SPOT
- 休憩
  - コインシャワー（24時間）[4]
  - 喫煙所
- 自動体外式除細動器（AED）
- 高速道路サービス
  - ハイウェイ情報ターミナル
  - 一般道からの出入口（ウォークインゲート）[4]
  - ハイウェイスタンプ（24時間）

## 隣
E4 東北自動車道
(16)須賀川IC - 安積PA - (17)郡山南IC